# 西岸砂漠
西岸砂漠（せいがんさばく）とは、中緯度の寒流の東側、大陸西岸に出来る砂漠である。別名海岸砂漠。中緯度において、大陸西岸を流れる寒流の海面付近を吹く偏西風の風下の大陸に形成される砂漠。寒流の上空を吹く偏西風は冷やされ、時にはその空気の露点を超え、飽和水蒸気量に達し、霧が発生する。ナミブ砂漠にはまれに霧が発生する。この偏西風の風下の大陸西岸の大気の状態は、下層には冷たい偏西風により冷たい空気が入り込み、上層は温かい空気となり、上昇気流が発生しない。このため乱層雲の形成に関わる垂直方向の大気のかく乱が生じることがなく、雨が降らない。
このような成因により出来た砂漠に、ナミブ砂漠、アタカマ砂漠がある。アタカマ砂漠は地球上で最も降水量が少ない地域であり、年間降水量が0mmという年もある。ナミブ砂漠の西岸にはベンゲラ海流が流れており、アタカマ砂漠の西岸にはペルー海流（フンボルト海流）が流れている。
また、このような理由と気圧帯の季節移動により、オーストラリア大陸西岸や北アメリカ大陸西岸やイベリア半島～北アフリカ西岸も乾燥している。北アフリカ西岸は、年中中緯度高圧帯に覆われるという要因も重なり、ワラーヌ砂漠が形成されている。
オーストラリア大陸西岸には西オーストラリア海流が、北アメリカ大陸西岸にはカリフォルニア海流が、イベリア半島～北アフリカ大陸西岸にはカナリア海流が流れている。これらの地域にはステップ気候や、冬季に寒帯前線が接近することにより地中海性気候が見られる。